# The Beat Down Clan
 (janvier 2015).
Si vous disposez d'ouvrages ou d'articles de référence ou si vous connaissez des sites web de qualité traitant du thème abordé ici, merci de compléter l'article en donnant les références utiles à sa vérifiabilité et en les liant à la section « Notes et références ».
Palmarès
2 fois TNA World Heavyweight Championship – Lashley
2 fois TNA X Division Championship – Low Ki et Kenny King
The Beat Down Clan était un clan de catcheurs heel appartenant à la Total Nonstop Action Wrestling (TNA), une fédération de catch américaine. Le groupe sera dissous à la suite du renvoi de MVP.

## Carrière

### Total Nonstop Action Wrestling (2014-2015)

#### Formation (2014)
Le 9 mars à Lockdown, MVP a pris le contrôle et devient le TNA Directeur des opérations que son équipe battu Team Dixie. Le 8 mai à Impact Wrestling, après avoir dit au TNA World Heavyweight Champion Eric Young comme il a dit qu'il était fiers de lui, MVP attaque Young et annonce lui-même qu'il est le challenger no 1 au TNA World Heavyweight Championship et effectue un Heel Turn. Cependant la TNA a annonce vendredi qu'en raison d'une déchirure du ménisque, MVP a été jugé médicalement inapte à lutter, l'écarter de la rencontre dans le cas. Le 12 mai à Impact Wrestling, Lashley a fait son retour après avoir venu à l'aide de Young, mais il attaque Young et s'associe avec MVP et Kenny King formant un groupe.

## Membres du groupe
| Identité   | Arrivé         | Départ          | Notes                                 |
| ---------- | -------------- | --------------- | ------------------------------------- |
| MVP        | 15 mai 2014    | 15 juillet 2015 | Leader                                |
| Kenny King | 15 mai 2014    | 15 juillet 2015 | 1 fois TNA X Division Champion        |
| Lashley    | 15 mai 2014    | 16 janvier 2015 | 2 fois TNA World Heavyweight Champion |
| Samoa Joe  | 7 janvier 2015 | 17 février 2015 |                                       |
| Low Ki     | 7 janvier 2015 | 25 juin 2015    | 1 fois TNA X Division Champion        |
| Homicide   | 10 avril 2015  | 15 juillet 2015 |                                       |
| Hernandez  | 24 juin 2015   | 15 juillet 2015 |                                       |

## Palmarès
- Total Nonstop Action Wrestling
  - 2 fois TNA World Heavyweight Champion - Lashley
  - 2 fois TNA X Division Champion - Low Ki et Kenny King